# Benjamin Adegbuyi
Benjamin Adekunle Miron Adegbuyi (ur. 24 stycznia 1985 w Klużu-Napoce) – rumuński kick-bokser wagi ciężkiej, zwycięzca SUPERKOMBAT World GP (2012). Od 2014 związany głównie z Glory.

## Kariera kick-boxerska
W kickboxingu zadebiutował 18 marca 2011 nokautując Bośniaka Dženana Poturaka w pierwszej rundzie. 7 lipca 2012 wygrał SUPERKOMBAT World GP III pokonując jednego wieczoru Chorwata Mladena Brestovaca i Bułgara Kostadin Kostowa. 10 listopada 2012 zakwalifikował się do finałowego turnieju SUPERKOMBAT WGP pokonując przed czasem Ukraińca Serhija Łaszczenko. W półfinale który miał miejsce 22 grudnia 2012 przegrał z innym Ukraińcem Pawło Żurawlowem przez nokaut po lewym sierpowym. Do końca 2013 walczył głównie dla rodzimego SUPERKOMBAT notując zwycięstwa nad Surinamczykiem Ismaelem Londtem oraz w rewanżu nad Żurawlowem.
8 marca 2014 zadebiutował w GLORY wygrywając przez techniczny nokaut z Ukraińcem Dmytryjen Bezusem. 7 listopada 2014 pokonał na punkty Egipcjanina Hesdy'ego Gergesa po czym otrzymał szansę walki o mistrzostwo świata GLORY wagi ciężkiej, którą stoczył 5 czerwca 2015 przegrywając ostatecznie jednogłośnie na punkty z obrońcą tytułu Holendrem Rico Verhoevenem.
9 października 2015 wygrał turniej pretendentów, pokonując na gali GLORY 24 Mladena Brestovaca oraz Holendra Jahfarra Wilnisa. 4 grudnia 2015 ponownie stanął do walki o mistrzostwo z Verhoevenem, lecz ponownie nie sprostał Holendrowi, przegrywając z nim przez nokaut po prawym sierpowym. 5 listopada 2016 wygrał kolejny turniej pretendentów do pasa mistrzowskiego, wygrywając na punkty w rewanżowych starciach z Gergesem i Brestovacem.
14 lipca 2017 przegrał niejednogłośnie na punkty z Brazylijczykiem Guto Inocente. 16 lutego 2018 podczas GLORY 50 zwyciężył po raz trzeci w turnieju pretendentów wagi ciężkiej, nokautując jednego wieczoru D'Angelo Marshalla i Juniora Tafa.
14 września 2018 ponownie wygrał z Jahfarrem Wilnisem, jednogłośnie na punkty. 8 grudnia 2018 wziął udział w ośmioosobowym turnieju Glory gdzie po pokonaniu w ćwierćfinale Arkadiusza Wrzoska na punkty i w półfinale  Jahfarra Wilnisa którego znokautował, uległ w finale Jamalowi Ben Saddikowi przez KO w pierwszej rundzie.

## Kariera bokserska
11 listopada 2017 zawodowo zadebiutował w boksie, pokonując przed czasem Gruzina Davida Gegeshidze. W sumie jego bilans wynosi 3 zwycięstwa bez porażki.

## Życie prywatne
Urodził się w Klużu-Napoce. Matka Rumunka, ojciec z pochodzenia Nigeryjczyk. W wieku 3 lat przeniósł się wraz z rodziną do Nigerii (Lagos), by mając 8 lat wrócić do Rumunii (Aiud) z matką i nowo narodzoną siostrą.

## Osiągnięcia

### Kick-boxing
- 2012: SUPERKOMBAT World Grand Prix III – 1. miejsce w wadze ciężkiej
- 2015: Glory Heavyweight Contender Tournament – 1. miejsce w turnieju wagi ciężkiej
- 2016: Glory Heavyweight Contender Tournament – 1. miejsce w turnieju wagi ciężkiej
- 2018: Glory Heavyweight Contender Tournament – 1. miejsce w turnieju wagi ciężkiej
- 2018: Glory 8 Man Heavyweight Tourmanet – finalista turnieju wagi ciężkiej[17]